# 源头镇
源头镇，是中华人民共和国广西壮族自治区桂林市平乐县下辖的一个乡镇级行政单位。

## 行政区划
源头镇下辖以下地区：
源头街社区、启善村、源头村、坭塘村、金华村、玄武村、山口村、下坝村、珠山村、螺山村、木林村、金井村、高龙村、九洞村、义洞村、兰洞村、古营村和莲塘村。